# Schizidium perplexum
Schizidium perplexum is een pissebed uit de familie Armadillidiidae. De wetenschappelijke naam van de soort is voor het eerst geldig gepubliceerd in 1957 door Albert Vandel.